# Rondoma-Mossi
Ne doit pas être confondu avec Rondoma-Silmi-Mossi.
Rondoma-Mossi est une localité située dans le département de Kalsaka de la province du Yatenga dans la région Nord au Burkina Faso.

## Géographie
Rondoma-Mossi est situé à environ 10 km au sud de Kalsaka, le chef-lieu du département, à 45 km au sud de Séguénéga et à environ 20 km au nord-ouest de Bokin. Il forme un ensemble avec Rondoma-Silmi-Mossi.

## Santé et éducation
Le centre de soins le plus proche de Rondoma-Mossi est le centre de santé et de promotion sociale (CSPS) de Kalsaka tandis que le centre médical avec antenne chirurgicale (CMA) de la province se trouve à Séguénéga.